# Kazimierz Rusinek (polityk)
Kazimierz Rusinek, właśc. Kazimierz Rusin (ur. 7 lutego 1905 w Krakowie, zm. 5 maja 1984 w Warszawie) – polski dziennikarz i polityk socjalistyczny. Poseł do Krajowej Rady Narodowej i na Sejm Ustawodawczy, w latach 1947–1952 minister pracy i opieki społecznej, działacz ZBoWiD, członek Centralnej Komisji Porozumiewawczej Stronnictw Demokratycznych w 1946 roku.

## Życiorys
Syn Stanisława Rusina i Katarzyny z domu Konopackiej. Ojciec był członkiem Socjaldemokracji Królestwa Polskiego i Litwy, a następnie Polskiej Partii Socjalistycznej. Dziadek uczestniczył w powstaniu styczniowym. Jego bratem był Stanisław Wolicki, poseł PPS, aktor i reżyser. Od grudnia 1921 członek PPS. Był sekretarzem Okręgowego Komitetu Robotniczego PPS na Pomorzu (1928–1931) i w poznańskiem (1935–1939), od 1927 do 1935 członek Zarządu Głównego Centralnego Związku Robotników Przemysłu Chemicznego, sekretarz okręgu Poznań.
We wrześniu 1930 jeden z organizatorów poparcia Centrolewu, m.in. aresztowany w czasie wspólnego wiecu 14 września 1930 z Narodową Partią Robotniczą w Toruniu, gdzie doszło do starć z policją i masowych aresztowań. 14 września 1930 skazany za utworzenie oddziału Milicji PPS na 6 miesięcy więzienia w zawieszeniu na 3 lata. Następnie w Poznaniu zakładał pismo „Walka Ludu” i ponownie był aresztowany za podburzanie do strajku w zakładach PPG. W latach 1937–1939 członek Rady Naczelnej PPS. Od 1935 do 1939 wiceprzewodniczący Zarządu Głównego Związku Transportowców, Marynarzy i Robotników Portowych w Gdyni, od 1937 przewodniczący Komitetu Miejskiego PPS w Gdyni. Członek prezydium gdyńskiego oddziału Towarzystwa Uniwersytetu Robotniczego. Od lutego 1939 radny miasta Gdyni i przewodniczący frakcji radnych PPS.
We wrześniu 1939 organizator i dowódca ochotniczych Drużyn Robotniczych przy PPS pomagających przy budowie umocnień w Gdyni i okolicach. 7 września w uzgodnieniu z pułkownikiem Stanisławem Dąbkiem, dowódcą Lądowej Obrony Wybrzeża, przystąpił do formowania Ochotniczego Batalionu Kosynierów. Jako podporucznik rezerwy pełnił prawdopodobnie funkcję w sztabie podpułkownika Stanisława Wężyka. Według Donalda Steyera pełnił on funkcję II adiutanta ppłk Wężyka, a zarazem dowódcy ochotniczych oddziałów robotniczych. Jako żołnierz brał udział w dniach 18–19 września w obronie Koszar Marynarki Wojennej na Oksywiu. Po wojnie przypisywał sobie dowodzenie batalionem Gdyńskich Kosynierów i był głównym autorem tekstów i wspomnień, w których gloryfikował własną postawę pomijając m.in. rolę ppłk. Wężyka.
Po kapitulacji Kępy Oksywskiej, od września 1939 do lipca 1940 był więźniem obozu jenieckiego – oflagu II-A Prenzlau, a następnie od lipca 1940 w więzieniu gestapo w Gdańsku, zaś od marca 1941 w obozach koncentracyjnych w Stutthofie oraz od listopada 1941 w Mauthausen. Po wojnie pojawiły się oskarżenia, że pełnił funkcję kapo w Stutthofie i w związku z tym uczestniczył w biciu innych więźniów. Informacja o byciu przez niego więźniem funkcyjnym w tym obozie najprawdopodobniej stanowiła element późniejszej rozgrywki Polskiej Partii Robotniczej z działaczami „lubelskiej” PPS. Józef Hen w wywiadzie udzielonym Gazecie Wyborczej stwierdził, że Rusinek był kapo i że "nie ma z nim najlepszych wspomnień.
Wraz z Józefem Cyrankiewiczem uczestniczył w konspiracyjnym ruchu oporu w obozach koncentracyjnych. Uwolniony 5 maja 1945 przez armię amerykańską. Po uwolnieniu już jako członek Komitetu obozowego w Mauthausen w niezbyt jasnych okolicznościach pobił innego więźnia – Szymona Wiesenthala. Incydent ten stał się przyczyną późniejszego sporu pomiędzy Wiesenthalem a Rusinkiem jako liderem organizacji kombatanckich, a tym samym ostrego sporu pomiędzy organizacjami ścigającymi zbrodniarzy hitlerowskich a Związkiem Bojowników o Wolność i Demokrację. Po powrocie do kraju wraz z Józefem Cyrankiewiczem spotkali się z działającym w konspiracji Zygmuntem Zarembą. Jednak wraz z Cyrankiewiczem postanowili przystąpić do „lubelskiej” PPS.
Od czerwca 1945 był członkiem Rady Naczelnej „lubelskiej” PPS. Od 1 lipca 1945 członkiem Centralnego Komitetu Wykonawczego PPS, od sierpnia 1946 wiceprzewodniczącym CKW. Od grudnia 1947 do września 1948 pełnił funkcję przewodniczącego CKW PPS, pozostawał członkiem CKW do grudnia 1948 i połączenia z PPR. Wszedł do Komitetu Centralnego Polskiej Zjednoczonej Partii Robotniczej. Jednak w wyborach do Komitetu Centralnego PZPR, przy jednolitej liście przeznaczonych do wybrania, Rusinek uzyskał zaledwie 1180 głosów na 1508 głosujących. W 1945 pełnił również funkcję sekretarza generalnego Komisji Centralnej Związków Zawodowych. W latach 1947–1952 był ministrem pracy i opieki społecznej. Do 1954 był członkiem KC PZPR, z tym że w lutym 1951 Bolesław Bierut wprost mu zakazał uczestnictwa w posiedzeniach KC. Pełnił mandat poselski do Krajowej Rady Narodowej i na Sejm Ustawodawczy.
W 1953 został dyrektorem Państwowych Wydawnictw Szkolenia Zawodowego w Warszawie.

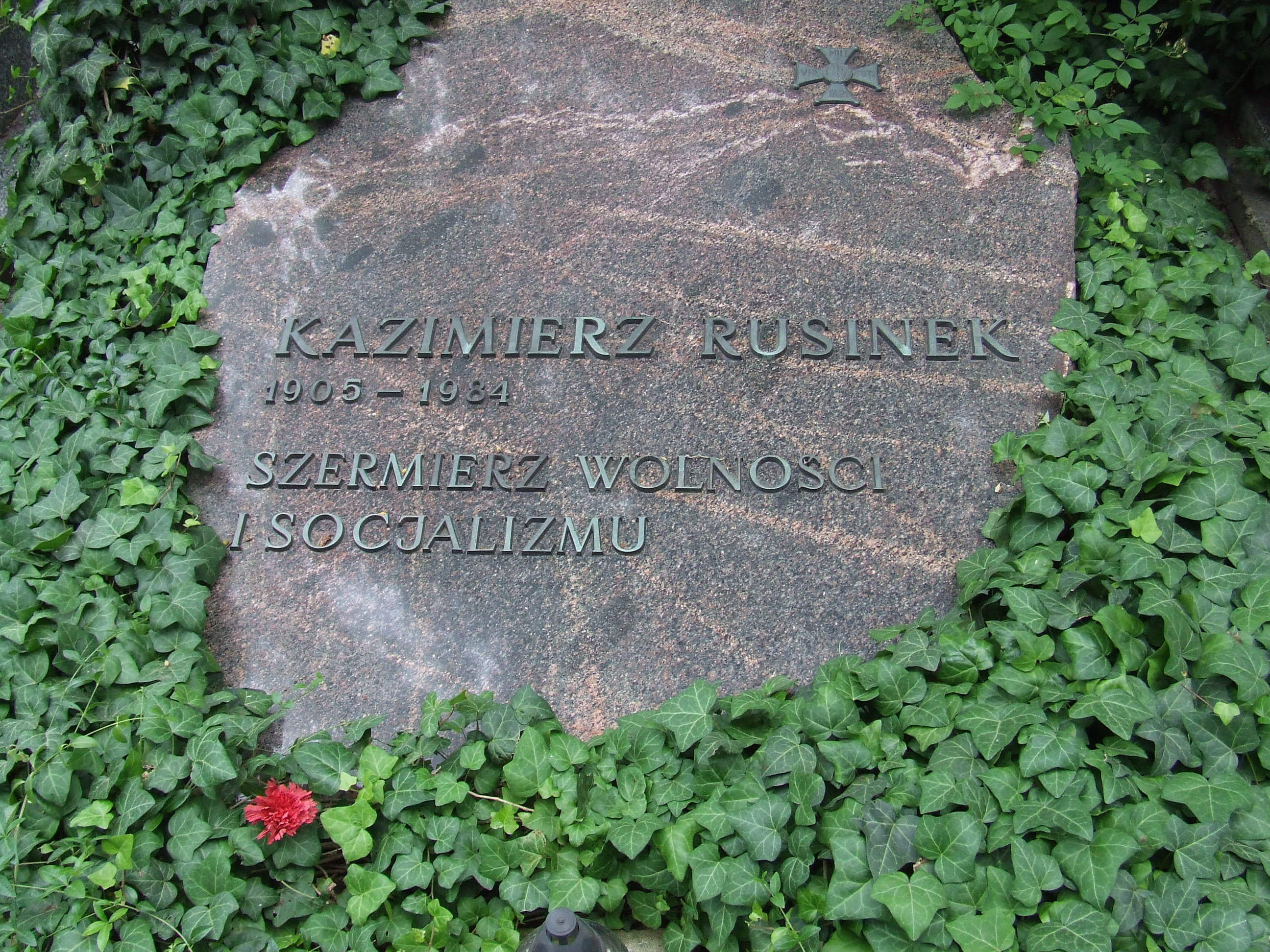
Grób Kazimierza Rusinka na cmentarzu Wojskowym na Powązkach

Powrócił do polityki po 1956. W 1958 był kierownikiem resortu kultury i sztuki, a od 1958 do 1971 wiceministrem kultury i sztuki. W latach 1964–1971 pełnił funkcję zastępcy członka KC PZPR. W 1971 przeszedł na emeryturę. Od roku 1956 do 1972 był sekretarzem generalnym, a od 1972 wiceprezesem Zarządu Głównego ZBoWiD. Od 1971 był wiceprzewodniczącym Rady Ochrony Pomników Walki i Męczeństwa.
W 1968 wraz z Mieczysławem Moczarem uczestniczył w kampanii przeciw tzw. „encyklopedystom”, czyli redaktorom Wielkiej Encyklopedii Powszechnej PWN, którzy – jak twierdzili Moczar i Rusinek – nie nazbyt polsko naświetlili kwestię okupacji hitlerowskiej. W czerwcu 1968 roku wszedł w skład Komitetu Przygotowawczego obchodów 500. rocznicy urodzin Mikołaja Kopernika.
Od 1946 honorowy obywatel Gdyni. 22 września 2004 Rada Miasta Gdyni uchwałą nr XXIII/534/04 pozbawiła Kazimierza Rusinka oraz Konstantego Rokossowskiego, Amazaspa Babadżaniana i Nikołaja Szablikowa honorowego obywatelstwa Gdyni.
Pochowany na cmentarzu Wojskowym na Powązkach w Warszawie (kwatera A32-tuje-7).

## Ordery i odznaczenia
- Krzyż Komandorski z Gwiazdą Orderu Odrodzenia Polski[18]
- Order Sztandaru Pracy I klasy (dwukrotnie)[19], [20]
- Krzyż Komandorski Orderu Odrodzenia Polski (2 lipca 1946)[21]
- Krzyż Srebrny Orderu Virtuti Militari (14 czerwca 1946)[22]
- Złoty Krzyż Zasługi (19 lipca 1946)[23]
- Medal „Za udział w wojnie obronnej 1939” (1981)[24]
- Krzyż Oświęcimski (pośmiertnie, 1985)[25]
- Medal „Za waszą wolność i naszą” (1966)[26]
- Medal 10-lecia Polski Ludowej (18 stycznia 1955)[27]
- Brązowy Medal „Za zasługi dla obronności kraju” (1967)[28]
- Złota Odznaka Honorowa Towarzystwa Przyjaźni Polsko-Radzieckiej (1967)[29]
- Złota odznaka honorowa Stowarzyszenia Księgarzy Polskich (1965)[30]
- Odznaka 25-lecia Ligi Obrony Kraju (1970)[31]
- Honorowa odznaka Polskiego Związku Narciarskiego (1969)[32]
- Krzyż Wielki Orderu Lwa Białego (Czechosłowacja, 1947)[33]
- Dyplom honorowy Komitetu do spraw Wydawnictw przy Radzie Ministrów ZSRR (1968)[34]
- Order Braterstwa i Jedności ze Złotym Wieńcem (Jugosławia, 1965)[35]